# Кристијан Д. Ларсон
Кристијан Да Ларсон (1874—1954) био је амерички вођа и учитељ нове мисли, као и аутор метафизичких и књига нове мисли. Хорејшио Дресер га сматра заслужним за оснивање покрета нове мисли. Многе Ларсонове књиге штампају се и данас, више од 100 година откако су први пут објављене, а његови списи утицали су на угледне ауторе и предводнике нове мисли рачунаући Ернеста Холмса, оснивача религијске науке.

## Биографија
Ларсон је рођен у близини Форест Ситија, у Ајови. Норвешког је порекла. Похађао је Државни колеџ Ајова и теолошку школу Мидвил, унитаристичку теолошку школу у Мидвилу у Пенсилванији. У раним двадесетим годинама, почео се занимати за учења о менталним наукама Хелен Вилманса, Хенри Вуда, Чарлса Бродија Патерсона и др.
Године 1898, Ларсон се преселио у Синсинатију у Охају. У јануару 1901. организовао је храм нове мисли у свом пребивалишту, 17. улица, запад бр. 947. Септембра 1901. почео је да објављује Вечни напредак, неколико година један од водећих периодичних часописа нове мисли, штампајући га у тиражу од преко 250.000 примерака. У међувремену, почео је да се бави писањем књига.
Преселио се 1911. у Лос Анђелес у Калифорнији. Оженио се Џорџом Ел Дубојс, 14. фебруара 1918. Имали су двоје деце, Луј Дубојс Ларсон (рођ. 1920) и Кристијан Д. Ларсон Млађи (рођ. 1924). Породица је живела на Беверли Хилсу више година.
Ларсон је касније постао почасни председник Међународног савеза за нову мисао и масовно је предавао током 1920-их и 1930-их. Био је колега познатих предводника нове мисли, као што су Вилијам Вокер Аткинсон, Чарлс Броди Петерсон и оснивачице Дома истине Ени Рикс Милиц.
Почетком каријере Ернеста Холмса, Ларсонови списи су га толико импресионирали да је запоставио уџбеник хришћанске науке Мари Бакер Еди Наука и здравље са кључем Светог писма. Ернест и његов брат Фенвик Холмс похађали су дописни курс код Ларсона, а у биографији његовог брата, Ернест Холмс: Његов живот и времена, Фенвик објашњава утицај Ларсонове мисли на Ернеста рангирајући Ларсонов Тhе Ideal Маdе Rеаl (1912) с књигом Ралфа Волдоа Трајн У складности са Бесконачним.
Године 1918, Ларсон се придружио особљу часописа Наука о мисли као придружени уредник и учестали сарадник. Био је стални запослени факултета Института за религијске науке Ернеста Холмса као наставник.
Године 1912, Ларсон је објавио песму која је на крају постала Optimist Creed, коју је 1922. усвојио Optimist International, познатији као Optimist Clubs.

## Књиге
- Велики унутар (1907)
- Мајсторство судбине (1907)
- Како остати млад (1908)
- О висинама (1908)
- Идеална стварна или примењена метафизика за почетнике (1909)
- Савршено здравље (1910)
- Ваше моћи и како их користити (1910)
- Демони (кратак драмски монолог) (1911)
- Пословна психологија (1912)
- Како остати добро (1912)
- Само будите поносни (1912)
- Мајсторство себе (1912)
- Радозналост ума (1912)
- Размишљање о резултатима (1912)
- Шта је истина (1912)
- Како ум делује (1912)
- Пут ружа (1913)
- Мозгови и како их добити (1913)
- Ништа не успева као успех (1916)
- Шта ће исправно мишљење учинити (1916)
- Излечење себе (1918)
- Концентрација (1920)
- Артур Димесдал